# Ponta Nussalo
Ponta Nussalo ist ein Kap auf der osttimoresischen Insel Atauro, die der Landeshauptstadt Dili vorgelagert ist. Es liegt im Norden der Insel, an der Ostküste zwischen den Dörfern Uaro-Ana und Biqueli, im Suco Biqueli.